# Harbuzîn, Kozeleț
Harbuzîn (în ucraineană Гарбузин) este un sat în comuna Oleksiivșciîna din raionul Kozeleț, regiunea Cernihiv, Ucraina.

## Demografie
Componența lingvistică a localității Harbuzîn
     Ucraineană (97,52%)
     Rusă (2,48%)
Conform recensământului din 2001, majoritatea populației localității Harbuzîn era vorbitoare de ucraineană (97,52%), existând în minoritate și vorbitori de rusă (2,48%).